# Rudolf Mueller (Politiker, 1904)
Rudolf Mueller (* 18. Januar 1904 in Darmstadt; † 20. März 1997 in Schleching) war ein deutscher Politiker.

## Leben
Er war Sohn des Darmstädter Oberbürgermeisters Rudolf Mueller und konnte von 1926 an drei Jahre als Austauschstudent im US-amerikanischen Amherst (Massachusetts) verbringen. Er heiratete eine Amerikanerin. Von 1940 bis Kriegsende war er einer der Geschäftsführer der Chemiefabrik Röhm & Haas AG in Darmstadt. Als das Land Hessen 1945 (zunächst unter der provisorischen Bezeichnung Groß-Hessen) gegründet wurde, entschloss sich die amerikanische Besatzungsmacht, vor Durchführung der ersten Wahlen, selbst eine geschäftsführende Regierung einzusetzen. Dabei ernannte sie den parteilosen Mueller zum Staatsminister für Wirtschaft und Verkehr. Parallel dazu bildete sich die Liberaldemokratische Partei (LDP), der hessische Vorläufer der FDP. Dass Mueller an deren Aufbau maßgeblich beteiligt war, dürfte auch der Grund für seine Ernennung zum Minister gewesen sein, da die Amerikaner darauf achteten, möglichst viele politische Strömungen im Kabinett zu vereinigen. Am 1. Oktober 1946 musste er sein Amt an Werner Hilpert abgeben.
Mueller wollte unabhängig bleiben, in keine Partei eintreten und ließ sich als Rechtsanwalt in Frankfurt am Main nieder. Er gehörte zu den Anregern eines Kreises mit Namen „Büro für Wirtschaftskunde“, aus dem die „Wirtschaftspolitische Gesellschaft von 1947“ (Wipog) hervorging, ein gemeinnütziger Verein, in dem nach der Gründung Mueller erster und Otto Klepper zweiter Vorsitzender waren. Beide wirkten auf die Schaffung einer Zeitung hin, mit der sich die Ideen der Wipog – im Wesentlichen die soziale Marktwirtschaft – würden bekannt machen lassen. Das Projekt nahm konkrete Formen an, als der Mainzer Zeitungsverlag und die durch Rudolf Mueller vertretene Wipog am 12. Dezember 1949 die Verlags-GmbH in Frankfurt am Main zur Herausgabe der Frankfurter Allgemeinen Zeitung gründeten.
Mueller war darüber hinaus von deutscher Seite in die Gründung der Bilderberg-Konferenzen involviert.
Mueller ist Gründer der Anwaltskanzlei Mueller Weitzel Weisner, die 1990 in der Sozietät Hengeler Mueller aufging.